# Distrito del Norte
El Distrito del Norte o de Venezuela fue una subdivisión judicial y militar de la Gran Colombia que se correspondía completamente con la actual Venezuela, incluyendo la región al oeste del río Esequibo.
Esta entidad fue creada por medio de la ley del 12 de octubre de 1821, pues el Congreso de la República de Colombia atendiendo los designios de la Constitución de Cúcuta, decidió subdividir judicial y militarmente el territorio nacional en distritos con el fin de administrar de una manera más eficaz justicia en los diversas zonas del país.
Territorialmente el distrito comprendía todo lo que era la antigua Capitanía General de Venezuela, que junto con los distritos de Nueva Granada y de Ecuador formaba el territorio de la Gran Colombia. La corte de justicia de cada uno de estas subdivisiones estaba compuesta de nueve ministros, de los cuales siete eran jueces y dos fiscales. La corte de justicia correspondiente al Distrito del Norte estaba asentada en la ciudad de Caracas.

## Divisiones administrativas
Cuando fue creado por medio de la Ley del 12 de octubre de 1821, el Distrito del Norte comprendía los departamentos de Venezuela, Orinoco y Zulia. Más adelante en 1824 fue creado el departamento de Apure y se asignó a este distrito.
En total, comprendía los siguientes cuatro departamentos hasta su derogación, mediante la Ley Orgánica del poder Judicial de 11 de mayo de 1825:
- Departamento de Apure. Capital: Barinas.
- Departamento del Orinoco. Capital: Angostura.
- Departamento de Venezuela. Capital: Caracas.
- Departamento del Zulia. Capital: Maracaibo.